# Phoenix Suns 1989-1990
La stagione 1989-90 dei Phoenix Suns fu la 22ª nella NBA per la franchigia.
I Phoenix Suns arrivarono terzi nella Pacific Division della Western Conference con un record di 54-28. Nei play-off vinsero il primo turno con gli Utah Jazz (3-2), la semifinale di conference con i Los Angeles Lakers (4-1), perdendo poi la finale di conference con i Portland Trail Blazers (4-2).

## Roster
| N° | Naz.                   | Ruolo | Sportivo         | Anno | Alt. | Peso |
| -- | ---------------------- | ----- | ---------------- | ---- | ---- | ---- |
| 3  | Stati Uniti (bandiera) | A     | Kenny Battle     | 1964 | 198  | 95   |
| 7  | Stati Uniti (bandiera) | G     | Kevin Johnson    | 1966 | 185  | 82   |
| 8  | Stati Uniti (bandiera) | GA    | Eddie Johnson    | 1959 | 201  | 98   |
| 9  | Stati Uniti (bandiera) | GA    | Dan Majerle      | 1965 | 198  | 98   |
| 10 | Stati Uniti (bandiera) | G     | Greg Grant       | 1966 | 170  | 64   |
| 14 | Stati Uniti (bandiera) | G     | Jeff Hornacek    | 1963 | 191  | 86   |
| 21 | Stati Uniti (bandiera) | G     | Micheal Williams | 1966 | 188  | 79   |
| 23 | Stati Uniti (bandiera) | G     | Tim Legler       | 1966 | 193  | 91   |
| 24 | Stati Uniti (bandiera) | AC    | Tom Chambers     | 1959 | 208  | 100  |
| 28 | Stati Uniti (bandiera) | C     | Andrew Lang      | 1966 | 211  | 111  |
| 31 | Stati Uniti (bandiera) | A     | Kurt Rambis      | 1958 | 203  | 97   |
| 32 | Stati Uniti (bandiera) | G     | Mike Morrison    | 1967 | 193  | 88   |
| 34 | Stati Uniti (bandiera) | A     | Tim Perry        | 1965 | 206  | 91   |
| 35 | Stati Uniti (bandiera) | AC    | Armon Gilliam    | 1964 | 206  | 104  |
| 40 | Stati Uniti (bandiera) | GA    | Mike McGee       | 1959 | 196  | 86   |
| 41 | Stati Uniti (bandiera) | AC    | Mark West        | 1960 | 208  | 104  |

## Staff tecnico
- Allenatore: Cotton Fitzsimmons
- Vice-allenatori: Lionel Hollins, Paul Westphal, Scotty Robertson
- Preparatore atletico: Joe Proski